# 畑田桜子
畑田 桜子（はただ さくらこ、2003年5月8日 - ）は、日本の女子ラグビーユニオン選手。

## プロフィール
- 福岡県出身[1]。
- 身長 161cm、体重 65kg
- ポジションはFW。
- 大学でチームメイトの向來桜子と共にダブル桜子と呼ばれている[2]。
- 女子日本代表キャップ数は1(2023年9月現在)。

## 来歴
2022年、筑紫高校卒業後、日本体育大学に入る。
2023年9月10日に行われた太陽生命 JAPAN RUGBY CHALLENGE SERIES 2023女子フィジー戦にて途中出場で女子日本代表初キャップを獲得した。